# Едгар Фойхтингер
Едгар Фойхтингер (на немски: Edgar Feuchtinger) е немски офицер служил по време на Първата и Втората световна война.

## Биография

### Ранен живот и Първа световна война (1914 – 1918)
Едгар Фойхтингер е роден на 9 ноември 1894 г. в Мец, Германска империя. Присъединява се към армията и участва в Първата световна война. Служи в различни артилерийски подразделения и след края на войната продължава кариерата си като се присъединява към Райхсвера.

### Втора световна война (1939 – 1945)
В началото на Втората световна война е със звание оберстлейтенант и командва 3-ти батальон от 26-и артилерийски полк. На 26 август 1939 г. поема командването на 227-и артилерийски полк. По-късно, на 15 юли 1943 г., става командир на 21-ва танкова дивизия. Пленен е от британските войски през април 1945 г. и е освободен през следващата година.

#### Смърт
Умира на 21 януари 1960 г. в Берлин, Германия.

## Военна декорация
- Германски орден „Железен кръст“ (?) – II (?) и I степен (?)
- Хамбургски „Ханзейски кръст“ (?)
- Австрийско-Унгарски медал „За храброст“ (?)
- Германски орден „Кръст на честта“ (?)
- Германско отличие „За продължителна служба във Вермахта“ – 4-та до 1-ва степен
- Германски орден „Железен кръст“ (1939, повторно) – II (?) и I степен (?)
- Германски кръст (?) – сребърен (15 юли 1943)
- Рицарски кръст (6 август 1944)
- Германски кръст „За заслуга“ – I (?) и II степен с мечове (?)
- Упоменат в ежедневния доклад на „Вермахтберихт“ (23 юли 1944)